# Fire Meet Gasoline
„Fire Meet Gasoline” este un cântec al interpretei australiane Sia. El a fost inclus în cel de-al șaselea material discografic de studio al solistei, 1000 Forms of Fear, cântecul a fost scris de Sia Furler, Greg Kurstin și Samuel Dixon și produs de Greg Kurstin. A fost lansat în Germania la data de 19 iunie 2015 ca cel de-al patrulea și ultimul extras pe single al albumului de către casa de discuri RCA Records.

## Videoclipul
Videoclipul a fost lansat pe data de 23 aprilie 2015 pe YouTube. Acesta a fost filmat pentru linia de lenjerie intimă a lui Heidi Klum, iar acesta are parte de apariții din partea lui Klum și actorul din Urzeala tronurilor Pedro Pascal ca un cuplu în chinurile unei relații dramatice. Undeva în mijlocul videoclipului, personajul lui Klum da foc la casa lor și se uită împreună la sfarșit cum arde. Sia nu iși face apariția ei in videoclip, însă peruca ei blondă face. Sia însăși nu a fost implicată cu filmarea videoclipului, care a fost regizat de către Francesco Carrozzini. Deși se credea că va lansa un nou single, cantareața a declarat: „«Fire Meet Gasoline» nu este un videoclip oficial, nici nu este noul meu single. Este o reclamă pentru lenjeria intimă la care am autorizat un cântec.”
Klum a spus că a fost „emoționată” de a avea piesa lui Sia în videoclipul ei. „Sia este una dintre acei artiști incredibili care pune atât de multă pasiune în munca sa, și sunt încântată să fac parte dintr-un videoclip.” Klum a mai declarat: „Îmi aduc aminte de cum am fost uimită prima oară când am auzit vocea în „Breathe Me”. Și iubesc multe dintre melodiile care ea a scris pentru alți artiști. Îmi place mările colaborări și să mi se acorde posibilitatea de a apărea în videoclip în timp ce purta colecția mea de Heidi Klum intime, este cu siguranta acolo.”

## Ordinea pieselor pe disc
| Nr.                                  | Titlul                   | Durată |
| ------------------------------------ | ------------------------ | ------ |
| Descărcare digitală                  |                          |        |
| 01.                                  | „Fire Meet Gasoline” [A] | 4:02   |
| Maxi single — distribuit în Germania |                          |        |
| 01.                                  | „Fire Meet Gasoline” [A] | 4:02   |
| 02.                                  | „Big Girls Cry” [B]      | 4:05   |

Specificații
- A ^ Versiunea de pe albumul de proveniență, 1000 Forms of Fear.
- B ^ Remix „Bleachers Remix”.

## Clasamente
| Țară (clasament)                | Poziția maximă | Referință |
| 2015                            | 2015           | 2015      |
| ------------------------------- | -------------- | --------- |
| Australia (ARIA)                | 60             | [ 7 ]     |
| Austria (Ö3)                    | 68             | [ 8 ]     |
| Belgia - Flandra (Ultratip)     | 12             | [ 9 ]     |
| Belgia - Valonia (Ultratip)     | 4              | [ 10 ]    |
| Franța (SNEP)                   | 39             | [ 11 ]    |
| Germania (GfK)                  | 85             | [ 12 ]    |
| Elveția (Schweizer Hitparade)   | 47             | [ 13 ]    |
| Regatul Unit (UK Singles Chart) | 193            | [ 14 ]    |

## Datele lansărilor
| Țară     | Dată          | Format                | Casă de discuri | Referințe. |
| -------- | ------------- | --------------------- | --------------- | ---------- |
| Germania | 19 iunie 2015 | CD single maxi single | RCA Sony        | [ 1 ]      |